# Verdrag van Sint-Petersburg (1907)

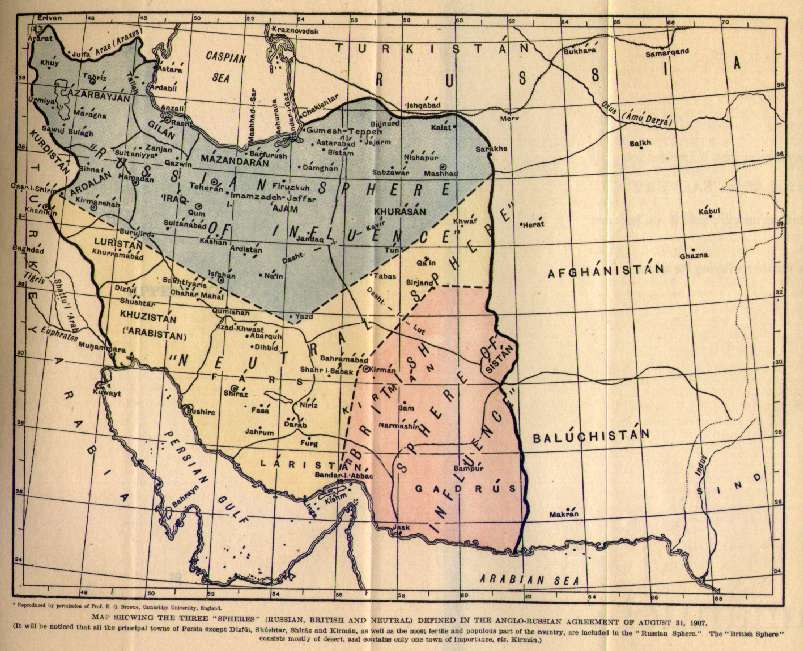
Kaart van de verdeling van Perzië in Russische en Britse invloedssferen.

Het Verdrag van Sint-Petersburg, ook wel Engels-Russische Entente genoemd, was een alliantieverdrag tussen Rusland en Groot-Brittannië, in de aanloop naar de Eerste Wereldoorlog. Het verdrag werd getekend tijdens de Brits-Russische Conventie in Sint-Petersburg op 31 augustus 1907.
De Britten en Russen beloofden elkaar steun indien een van hen zou worden aangevallen. Dit verdrag en verdragen tussen beide landen met Frankrijk zouden leiden tot de Triple Entente, de tegenstander van de Centralen in de Eerste Wereldoorlog.
Groot-Brittannië en Rusland waren in de 19e eeuw elkaar regelmatig tegengekomen in het Nabije Oosten, waar beide landen expansie zochten. Om een conflict in die regio te vermijden, maakten ze eerst afspraken over Perzië (het huidige Iran), Afghanistan en Tibet. Hiermee eindigde The Great Game, het strategische machtsspel tussen de twee landen dat zich in de decennia daarvoor had afgespeeld. Perzië werd verdeeld in een Britse, Russische en neutrale invloedssfeer. Afghanistan werd door Rusland erkend als semiprotectoraat van Groot-Brittannië. En Tibet, waar de Britten in 1903-1904 een inval hadden gedaan om verdere Russische inmenging te voorkomen, werd erkend als neutrale bufferstaat tussen de Britten en Russen.

## Achtergrond
Beide landen voelden zich bedreigd door het enorme machtsblok in Centraal-Europa, de Centrale mogendheden (Duitsland, Oostenrijk en Italië), en sloten daarom verdragen met landen die niet tot de Centrale mogendheden hoorden.
De Britten bemoeiden zich sinds de negentiende eeuw zo min mogelijk actief met de politiek op het Europese vasteland, ze bemoeiden zich meer met hun koloniën, de zogeheten doctrine van het isolationisme. Ze zagen zich echter genoodzaakt zich er wel mee te gaan bemoeien door de toenemende macht van het nieuw gevormde Duitsland. Dit land was onder Otto von Bismarck omgetoverd van een aantal kleine en achtergebleven gebieden tot de machtigste staat van continentaal Europa. Ook begon dit land te werken aan een vloot, die de Engelse vloot best eens zou kunnen bedreigen. De Engelsen zagen dit als reden om zich in te dekken in de vorm van te sluiten allianties.
Ook Rusland had zo zijn redenen om toenadering te zoeken tot een nieuwe bondgenoot. Rusland en Duitsland zaten met Oostenrijk-Hongarije in de Driekeizerbond, waar Rusland in 1887 uit was gestapt (vanwege een verslechterde verhouding met Duitsland). Duitsland bood in ruil hiervoor het Herverzekeringsverdrag aan, maar de Duitse keizer Wilhelm II wilde het Herverzekeringsverdrag, dat in 1890 afliep, niet verlengen. Dit kwam doordat Italië in 1881 verzocht lid te worden van de Tweebond, en werd toegelaten (hoewel het niet al te goed met Oostenrijk kon opschieten). Verder dacht Duitsland het wel zonder 'het achterlijke' Rusland af te kunnen. Hierna hield de Driekeizerbond op te bestaan en vormden Duitsland, Oostenrijk en Italië de Driebond, later de Centrale mogendheden genoemd.